# Songs of a Sourdough
Songs of a Sourdough est un livre de poèmes publié en 1907 par Robert W. Service. Aux États-Unis, le livre a été publié sous le titre
The Spell of the Yukon and Other Verses. 
Il est connu pour sa description de la ruée vers l'or du Klondike et la vie dans le grand nord canadien.
Il a été vendu à plus de trois millions d'exemplaires, ce qui en fait un des livres les plus vendus du début du XXe siècle.
Le livre contient 34 poèmes, dont les plus populaires sont The Cremation of Sam McGee, The Shooting of Dan McGrew, The Spell of the Yukon et The Call of the Wild.

## Au cinéma
Le film The Spell of the Yukon est basé sur certains passages de ce livre.

## En bandes dessinées
La série de la bandes dessinées CORTO MALTESE fait elle aussi référence à ce livre. En premier lieu, il s'agit du livre que tient Corto Maltese en page 7 de l'album "Sous le soleil de minuit". De plus, l'introduction de cet album débute par ces quelques vers du poète Robert W. Service :
«Bien des choses étranges sont accomplies sous le soleil de minuit,
Par les hommes qui cherchent de l'or,
Le long des pistes enneigées, des secrets sont tapis
À vous glacer le sang.
Les aurores boréales ont assisté à de singuliers spectacles,
Et sans conteste le plus étonnant
Eut lieu sur la rive du lac Labarge, la nuit
Où j'ai incinéré Sam McGee.»